# John Johansen (Leichtathlet)
John Johansen (* 26. Februar 1883 in Nes, Bjugn; † 15. Oktober 1947 in Trondheim) war ein norwegischer Sprinter, Hürdenläufer und Speerwerfer.
Bei den Olympischen Spielen 1908 in London schied er über 100 m im Vorlauf aus. Seine Platzierungen im Speerwurf (Mittelgriff) und im Speerwurf (freier Stil) sind nicht überliefert.
1906 und 1909 wurde er Norwegischer Meister über 100 m und 1911 über 110 m Hürden. Seine persönliche Bestzeit über 100 m von 10,9 s stellte er am 13. September 1908 in Trondheim auf.